# Championnat de France féminin de handball 1991-1992
Navigation
Saison 1990-1991 Saison 1992-1993
Le championnat de France féminin de handball 1991-1992 est la quarante-et-unième édition de cette compétition. Le championnat de Division 1 est le plus haut niveau du championnat de France de ce sport. Dix clubs participent à la compétition. 
À la fin de la saison, l'USM Gagny 93 est désigné champion de France, pour la quatrième fois de son histoire, devant l'ASPTT Metz-Marly. Gagny a également remporté la Coupe de France.
En bas du classement, le Bordeaux Étudiants Club et l'UMS Pontault-Combault sont relégués.

## Clubs participants
Les douze clubs participants à l'édition 1991-1992 sont les suivants :
- Entente CA Béglais - ASPOM Bègles (promu)
- Stade béthunois BL (promu)
- ES Besançon
- A.L. Bouillargues
- Bordeaux Étudiants Club
- CSL Dijon
- USM Gagny 93 (tenant du titre)
- Stade français Issy-les-Moulineaux
- ASPTT Metz-Marly
- UMS Pontault-Combault
- ASPTT Strasbourg
- ASUL Vaulx-en-Velin

## Classement
Le classement final n'est pas connu, si ce n'est que Gagny a terminé la compétition avec 20 victoires en 22 journées, ne concédant des points que face au CSL Dijon (défaite 24-23 à Dijon et match nul 18-18 à domicile).
L'ASPTT Metz-Marly termine deuxième.
Ainsi, l'USM Gagny 93 est qualifié pour la Coupe des clubs champions. Gagny ayant également remporté la Coupe de France, c'est l'ASPTT Metz-Marly, finaliste, qui obtient la place en Coupe des vainqueurs de coupe. Enfin le CSL Dijon participe à la Coupe de l'IHF et a donc très probablement terminé à la troisième place.
En bas du classement, le Bordeaux Étudiants Club et l'UMS Pontault-Combault sont relégués.

## Effectif du champion de France
L'effectif de l'USM Gagny 93, champion de France, était :
Gardiennes de but
- Corinne Le Biez
- Nathalie Poulet

Joueuses de champ
- Carolle Démocrite
- Christelle Marchand
- Jean Valenet
- Ljiljana Vučević
- Valérie Sartorio
- Sandrine Trassebot
- Isabelle Alexandre
- Anne Gille
- Mézuela Servier

Entraîneur
- Brigitte Penati

## Statistiques
Classement des meilleures marqueuses en saison régulière
1. Zita Galić (ASPTT Metz-Marly) - 178 buts
2. Néli Stantcheva (Stade français Issy-les-Moulineaux) - 150 buts
3. Nathalie Ripault (Bordeaux EC) - 127 buts
4. Pascale Roca (CSL Dijon) - 127 buts
5. Florence Sauval (ES Besançon) - 126 buts
6. Catherine Pibarot (ASUL Vaulx-en-Velin) - 125 buts
7. Stanislava Ivanović (UMS Pontault-Combault) - 124 buts
8. Christelle Marchand (USM Gagny 93) - 121 buts
9. Isabelle Piel (UMS Pontault-Combault) - 115 buts
10. Ljiljana Vučević (USM Gagny 93) - 110 buts